# Stephen Craigan
Stephen Craigan (Newtownards, 29 ottobre 1976) è un allenatore di calcio ed ex calciatore nordirlandese, di ruolo difensore.

## Palmarès

### Giocatore

#### Competizioni nazionali
- Scottish First Division: 1

Partick Thistle: 2001-2002
- Scottish Second Division: 1

Partick Thistle: 2000-2001